# Lagoa (Rio de Janeiro)
Lagoa è un quartiere (bairro) della Zona Sud della città di Rio de Janeiro in Brasile.

## Amministrazione
Lagoa fu istituito come bairro a sé stante il 23 luglio 1981 come parte della omonima Regione Amministrativa VI del municipio di Rio de Janeiro.